# Этнические меньшинства в Иране
Этнические меньшинства в Иране — жители Ирана, не являющиеся персами. Иран является многонациональным государством и, согласно всемирной книге фактов ЦРУ, около 49 % населения Ирана не является персами. Большая часть этнических меньшинств в стране — иранские (за исключением персов) и тюркские народы.

## Демография

### Оценка численности
В разных источниках информация о численности народов Ирана сильно разнится. Так, всемирная книга фактов ЦРУ даёт разный процент персидского населения в Иране: 61 % на 2012 год, 51 % на 2007 год, 63 % на 1982—1989 гг. «Энциклопедия ислама» же оценивает персидское население Ирана в 65 % от всего населения страны.
| Народ / источник и год | Книга фактов ЦРУ | Книга фактов ЦРУ | Книга фактов ЦРУ | Профиль страны: Иран |
| Народ / источник и год | 1990-1993        | 1994-2011        | 2012-2014        | 2008                 |
| ---------------------- | ---------------- | ---------------- | ---------------- | -------------------- |
| Персы                  | 51 %             | 51 %             | 61 %             | 65 %                 |
| Азербайджанцы          | 25 %             | 24 %             | 16 %             | 16 %                 |
| Гилянцы и Мазендеранцы | 8 %              | 8 %              |                  |                      |
| Курды                  | 9 %              | 7 %              | 10 %             | 7 %                  |
| Луры                   | 2 %              | 2 %              | 6 %              | 6 %                  |
| Арабы                  | 1 %              | 3 %              | 2 %              | 2 %                  |
| Белуджи                | 1 %              | 2 %              | 2 %              | 2 %                  |
| Туркмены               |                  | 2 %              | 2 %              | 1 %                  |
| Другие народы          | 3 %              | 1 %              | 1 %              | 1-2 %                |

### Ираноязычные народы

#### Курды
Иран является второй в мире страной по числу проживающих курдов — самого крупного индоевропейского народа, не имеющего своё государство. Их численность оценивается в пределах 9-12 млн чел. Основной район расселения курдов — Иранский Курдистан, состоящий из множества останов (регионов) Ирана, граничащих с Азербайджаном, Турцией и Ираком.

#### Луры
Луры — ираноязычный народ, проживающий в горах западного Ирана, численность которого оценивается в 4-6,5 млн чел. Луры говорят на лурском языке — потомке среднеперсидского языка.

#### Мазендеранцы
Мазендеранцы — ираноязычный народ, проживающий в основном в остане Мазендран на севере Ирана. Численность мазендеранцев оценивается в около 4 млн чел. На мазендеранском языке говорит примерно столько же человек, его грамматика и лексика считается более архаической по отношению к фарси.
С XVI по начало XX века в месте своего расселения мазендеранцы ассимилировали многочисленных переселенцев из Кавказа: грузин, черкесов, армян и представителей других народов.

#### Гилянцы
Гилянцы — ираноязычный народ, преимущественно проживающий в остане Гилян на севере Ирана и говорящий на гилякском языке, делящемся на западные и восточные диалекты. Численность гиляков составляет 2-3,3 млн чел.

#### Белуджи
Иран является второй страной мира (после Пакистана) по числу проживающих белуджей. 17 % всех белуджей проживают в Иране. Численность белуджей в Иране оценивается в 2-5 млн чел. Белуджи говорят на белуджском языке северо-западной подгруппы иранской группы языков, имеющим различные диалекты внутри себя.

#### Бахтиары
Бахтиары — ираноязычный народ, представители которого проживают преимущественно в центральных и юго-западных провинциях Ирана. Численность бахтиаров составляет около 3 млн чел, они разговаривают на бахтиярском языке, признанном диалектом лурского языка.
Известна вторая жена шаха Мохамедда Пехлеви, королева Ирана, отец которой происходил из элиты бахтиаров, а мать была немкой из Российской империи.

#### Талыши
Талыши — ираноязычный кавказский народ, иранские представители которого проживают преимущественно в остане Гилян. Численность народа в Иране составляет 148—493 тыс. чел. Талыши Ирана разговаривают на центральном и южном диалектах талышского языка.

### Тюркоязычные народы

#### Азербайджанцы
Бо́льшая часть азербайджанцев в мире проживает в Иране, а не Азербайджане. Численность азербайджанцев Ирана составляет от 15 до 30 млн чел, что делает их самым многочисленным меньшинством в Иране, составляющим от 16 до 25 % населения страны, в то время как в Азербайджане на 2009 год проживали 8,1 млн азербайджанцев. Азербайджанцы проживают в основном в останах Западный Азербайджан, Восточный Азербайджан, Ардебиль и Зенджан.
Худжат аль-ислам, Абдулазиз Азими-Гадим:
Наша проблема в персоинтоксикации части нашего населения, которая видит цивилизацию и прогресс  исключительно в области персидского языка. Они не замечают того факта, что их родина [земля] разграблена, названия их городов и деревень изменены на фарси, и мало-помалу язык большинства их городов меняется с тюркского на фарси. Сегодня это Казвин, Хамадан и Саве [то, что мы потеряли]; завтра это будет Занджан и Миане, и не пройдет много времени, как Тебриз и Ардебиль также проиграют перед этой красочной очаровательной змеей [персоинтоксикации]. Когда этот день настанет, мы уже будем мертвы, и кто-то должен будет похоронить наши гнилые трупы. Сегодня у нас последняя возможность понять, что так же, как быть мусульманином не является синонимом араба, так и быть иранцем не должно быть синонимом перса. Мы тюрки-мусульмане, мы тюрки-иранцы, и наши дети тоже. И мы должны защищать нашу принадлежность к тюркам и курдам, так же как люди из Йезда (Йездиха) защищают свою принадлежность к фарсам. Мы тюрки и мы курды; мы не уступим Иран фарсиязычной группе, поскольку Иран принадлежит всем этническим группам, живущим в нём. (Азими-Кадим, 2004)

#### Туркмены
Туркмены — тюркоязычный кочевой народ, говорящий на языке огузской группы тюркских языков. Туркмены в Иране проживают преимущественно в остане Голестан, оценка их численности варьируется от 1 до 3 млн чел.

#### Хорасанские тюрки
Хорасанские тюрки — тюркоязычный народ, говорящий на хорасанско-тюркском языке огузской группы тюркских языков. Численность народа составляет 0,4-1 млн чел, основные регионы расселения — Северный Хорасан, Южный Хорасан и Хорасан-Резави.

#### Казахи
Казахи Ирана — малочисленная официальная народность Ирана. Численность казахов в Иране составляет около 5 тыс. чел. Основной регион расселения — Голестан. Казахская диаспора появилась в Иране после революций 1917 года. С получением независимости Казахстаном часть казахов Ирана репатриировались в Казахстан как кандасы.

#### Кашкайцы
Кашкайцы — тюркоязычный народ Ирана, проживающий в основном на юго-западе страны. Численность народа составляет 0,3-0,8 млн чел. Говорят на кашкайском языке, иногда считаемым диалектом азербайджанского языка.

### Армяне
Армяне Ирана — не только этническое, но и религиозное меньшинство Ирана, исповедующее христианство. Говорят на армянском языке. Численность армян в Иране составляет около 200 тыс. чел. Основные армянские общины Ирана расположены в Тегеране, останах иранского Азербайджана и квартале Нор-Джуга Исфахана.

### Русские
Русские в Иране — малочисленная диаспора. Оценка численности русских в Иране отсутствует. Русская диаспора в Иране появилась в XIX веке и росла за счёт попадания Ирана под влияние Российской империи, а позже — за счёт белой эмиграции.

### Семитские народы

#### Арабы
Арабы в Иране говорят на арабском языке и составляют около 1,5 млн чел, или 2 % населения страны. Проживают на юго-западе Ирана, в основном в остане Хузестан.

#### Евреи
Иранские евреи — этнолингвистическая группа евреев, связанных с Персидской империей и Ираном. Численность составляет около 300 тыс. чел, при этом в самом Иране осталось лишь 8,3 тыс. евреев, а большая часть группы проживает в Израиле или США. Иранские евреи являются также религиозным меньшинством, исповедующим иудаизм. Исторически говорили на еврейско-персидских и еврейско-арамейских языках.

## Языковая ситуация
Хотя фарси и является самым распространённым языком в Иране, на нём говорит чуть больше половины населения страны. Этнические меньшинства в стране имеют медиа и прессу на местных языках, изучают их в школах. Значительное число публикаций книг, газет и другой прессы осуществляется на азербайджанском и курдском языках соответствующих иранских меньшинств. С 2015 года Университет Курдистана вёл набор студентов на специальность «курдский язык и литература», а с 2016 Тебризский университет осуществлял подготовку студентов по направлению «азербайджанский язык». Кроме того, один из крупнейших в мире, университет Пайаме Нур, в котором на 2009 год учились около 190 тыс. студентов, в 2008 году объявил арабский язык вторым языком университета, наравне с фарси.

## Политика
Статья 15 конституции Ирана провозглашает единственным государственным языком фарси, но в то же время даёт свободу использования местных языков в стране: 
Официальным и общим языком и алфавитом для иранского народа является персидский язык и персидский алфавит. Официальные документы и тексты, официальная переписка и учебники должны быть написаны на этом языке этим алфавитом, однако местные национальные языки могут свободно использоваться наряду с персидским языком в прессе и иных средствах массовой информации, а также для преподавания национальных литератур в школах.
Оригинальный текст (перс.)زبان و خط رسمی و مشترک مردم ایران فارسی است. اسناد و مکاتبات و متون رسمی و کتب درسی باید با این زبان و خط باشد ولی استفاده از زبانهای محلی و قومی در مطبوعات و رسانه‌های گروهی و تدریس ادبیات آنها در مدارس، در کنار زبان فارسی آزاد است.
Статья 19 конституции Ирана провозглашает равные права всех жителей, независимо от языка и происхождения: 
Иранцы, относящиеся к любому этносу или племени, обладают равными правами; цвет кожи, раса, язык и т. п. не ставит никого в привилегированное положение
Оригинальный текст (перс.)مردم ایران از هر قوم و قبیله که باشند از حقوق مساوی برخوردارند و رنگ، نژاد، زبان و مانند اینها سبب امتیاز نخواهد بود.

### Международная критика нарушения прав этнических меньшинств
Согласно докладу ООН о правах человека в Иране от 2019 года, представители этнических меньшинств в стране подвергались отдельному репрессивному воздействию.

#### Арабы
Так, в 2019 году спецслужбы Ирана арестовали не менее 70 ахвазских арабов, помогавших пострадавшим от наводнения в Хузестане. В апреле 2019 года иранская полиция произвольно арестовала 24 пользователя социальных сетей и заключила их под стражу за «распространение слухов о наводнениях». Кроме того, по данным ООН, в Иране были запрещены арабские этнокультурные учреждения, подвергаются репрессиям сунниты.

#### Азербайджанцы
На 2019 год были произвольно арестованы и посажены по обвинениям, связанным с национальной безопасностью, 82 азербайджанца. В феврале азербайджанцу Аббасу Лисани, правозащитнику и поэту, было выдвинуто обвинение в угрозе национальной безопасности. Кроме того, с 3 июля 2018 года на момент написания доклада под стражей находился студент юридического факультета, арестованный 30 раз.

#### Белуджи
Многие жители Систана и Белуджистана не имеют документов о гражданстве Ирана, что может плохо сказываться на грамотность среди белуджского населения Ирана.

#### Курды
Приговорённые к тюремным срокам за преступления «против национальной безопасности» курды составляют половину политзаключённых Ирана. За 2018 и первую половину 2019 гг. были арестованы свыше 1 тыс. курдских граждан, из них, например, 17 были казнены, а 4 посажены за ведение соцсетей, например, каналов в Телеграме. Курдский язык не признан официальным языком и не используется в административных целях.
Помимо этого, ООН сообщалось о смертности от мин, оставленных со времён войны с Ираком, а также о внесудебных расстрелах представителей этнических меньшинств.